# 上村松園
上村松園（日语：／ Uemura Shōen，1875年4月23日—1949年8月27日）原名上村津禰（／ Uemura Tsune），出生并成长于明治時期京都下京区，為日本一位膠彩畫女画家，透过女性的眼光绘出动人的美人画，於1948年成为第一位被授予文化勋章的女性。其子上村松篁和孫上村淳之三代均為畫家。

## 画风

### 京都传统风俗
出生于京都市下京區，作为一茶商的次女，松园受到了京都傳統文化的良好哺育。一生历经明治、大正、昭和时期，不断描繪“毫无卑俗，如珠玉般清澄高雅的画”、“達到真、善、美之極致的真实的美人畫」（两者皆为松園的言詞）。

### 对母亲的思慕
松園誕生前两個月父親病死。母親仲子一手培育了松園和姐姐。在明治时期女性立志当画家是世人不认同的，母亲却經常鼓勵松園并不断支持。松園在『青眉抄』书中追憶母親：“我是多虧母親，不感到生活的劳苦、并将绘画作为生命和支柱，以此与生命斗争。生育我的母親，也孕育了我的藝術。”
母親逝世之後，松園创作了《母子》《青眉》《夕暮》《晚秋》等对母親追慕的作品。

## 年谱
- 1875年（明治8年） - 京都的下京区四条通御幸町的茶叶铺「大杆秤铺」作为次女出生。
- 1887年（明治20年） - 在京都府画学校（现京都市立艺术大学）入学，从师于四条派的铃木松年。
- 1890年（明治23年） - 为第三次国内勸業博覽會展出作品《四季美人图》，获一等奖。（由英國维多利亚女王的第三子阿瑟王子购买，成为热议话题。）
- 1893年（明治26年） - 从师于幸野楳嶺。因为火灾迁居至高倉蛸薬師。向市村水香开始学习汉学。
- 1895年（明治28年） - 楳嶺逝世后，从师于竹内栖凤。
- 1902年（明治35年） - 长子信太郎(松篁)诞生。
- 1903年（明治36年） - 迁居至车屋町御池。
- 1914年（大正3年） - 位于元町竹屋町之间的画室竣工。开始向初世金剛巌学谣曲。
- 1934年（昭和9年） - 母亲仲子死去。
- 1941年（昭和16年） - 帝国艺术院会员。
- 1944年（昭和19年）7月1日 - 帝室技艺员。[2]
- 1945年（昭和20年） - 离开奈良平城的唳禽庄。
- 1948年（昭和23年） - 接受文化勋章（首位女性受章者）。
- 1949年（昭和24年） - 逝世，享年74岁。受追封從四位。

## 紀念
Google於2015年4月23日於日本等國的Google首頁，以首頁塗鴉紀念上村松園140歲冥誕。